# Distrito de Tréveris-Saarburg
El distrito de Tréveris-Saarburg es un distrito del estado alemán de Renania-Palatinado. Tiene una población estimada, a fines de 2020, de 150.533 habitantes.
Está ubicado en la zona centro-oeste del estado, junto a las fronteras con el estado de Sarre y Luxemburgo. El río Mosela atraviesa el distrito.
Su sede administrativa está en la ciudad de Tréveris, que está completamente rodeada por el distrito pero no lo integra.

## Verbandsgemeinden
El distrito está dividido en seis Verbandsgemeinden. La lista contiene los escudos de armas, los nombres de los Verbandsgemeinden, las áreas distritales, a modo de ejemplo las cifras de población de 1950, así como las cifras de población actuales:
| Verbandsgemeinde                     | Área (km²) | Población (1950) | Población (31 de diciembre de 2019) |
| ------------------------------------ | ---------- | ---------------- | ----------------------------------- |
| Hermeskeil                           | 145,48     | 11.409           | 15.302                              |
| Konz                                 | 130,46     | 19.599           | 32.313                              |
| Ruwer                                | 126,60     | 10.780           | 18.467                              |
| Saarburg-Kell                        | 358,75     | 25.595           | 33.025                              |
| Schweich an der Römischen Weinstraße | 164,44     | 20.265           | 28.344                              |
| Trier-Land                           | 175,51     | 14.134           | 21.947                              |
| Distrito de Tréveris-Saarburg        | 1.101,24   | 101.782          | 149.398                             |

## Municipios  asociados
Cuatro ciudades y 100 municipios forman el distrito en el suroeste de Alemania. La lista contiene los escudos de armas, los nombres de los municipios y ciudades, las áreas distritales, a modo de ejemplo las cifras de población de 1950, así como las cifras de población actuales:
| Municipio                     | Verbandsgemeinde | Área (km²) | Población (1950) | Población (31 de diciembre de 2019) |
| ----------------------------- | ---------------- | ---------- | ---------------- | ----------------------------------- |
| Aach                          | VG Trier-Land    | 6,96       | 479              | 1.086                               |
| Ayl                           | VG Saarburg-Kell | 7,58       | 931              | 1.544                               |
| Baldringen                    | VG Saarburg-Kell | 1,76       | 162              | 270                                 |
| Bekond                        | VG Schweich      | 3,81       | 591              | 953                                 |
| Bescheid                      | VG Hermeskeil    | 7,62       | 373              | 399                                 |
| Beuren                        | VG Hermeskeil    | 18,50      | 897              | 925                                 |
| Bonerath                      | VG Ruwer         | 4,25       | 221              | 233                                 |
| Damflos                       | VG Hermeskeil    | 5,31       | 515              | 620                                 |
| Detzem                        | VG Schweich      | 5,56       | 658              | 607                                 |
| Ensch                         | VG Schweich      | 6,83       | 532              | 456                                 |
| Farschweiler                  | VG Ruwer         | 7,45       | 531              | 828                                 |
| Fell                          | VG Schweich      | 15,73      | 1.843            | 2.421                               |
| Fisch                         | VG Saarburg-Kell | 6,88       | 302              | 406                                 |
| Föhren                        | VG Schweich      | 9,79       | 1.903            | 2.906                               |
| Franzenheim                   | VG Trier-Land    | 6,47       | 322              | 369                                 |
| Freudenburg                   | VG Saarburg-Kell | 11,00      | 1.396            | 1.832                               |
| Geisfeld                      | VG Hermeskeil    | 8,87       | 471              | 483                                 |
| Greimerath                    | VG Saarburg-Kell | 12,12      | 873              | 944                                 |
| Grimburg                      | VG Hermeskeil    | 10,18      | 423              | 460                                 |
| Gusenburg                     | VG Hermeskeil    | 7,36       | 770              | 1.108                               |
| Gusterath                     | VG Ruwer         | 4,41       | 339              | 2.025                               |
| Gutweiler                     | VG Ruwer         | 2,51       | 291              | 657                                 |
| Heddert                       | VG Saarburg-Kell | 4,90       | 204              | 265                                 |
| Hentern                       | VG Saarburg-Kell | 6,15       | 344              | 380                                 |
| Herl                          | VG Ruwer         | 2,83       | 199              | 261                                 |
| Hermeskeil (Ciudad)           | VG Hermeskeil    | 30,85      | 3.711            | 6.638                               |
| Hinzenburg                    | VG Ruwer         | 2,87       | 163              | 136                                 |
| Hinzert-Pölert                | VG Hermeskeil    | 4,85       | 407              | 301                                 |
| Hockweiler                    | VG Trier-Land    | 2,08       | 143              | 279                                 |
| Holzerath                     | VG Ruwer         | 6,79       | 326              | 436                                 |
| Igel                          | VG Trier-Land    | 7,30       | 1.006            | 2.089                               |
| Irsch                         | VG Saarburg-Kell | 15,21      | 1.249            | 1.520                               |
| Kanzem                        | VG Konz          | 4,29       | 481              | 641                                 |
| Kasel                         | VG Ruwer         | 4,53       | 1.029            | 1.333                               |
| Kastel-Staadt                 | VG Saarburg-Kell | 5,23       | 455              | 433                                 |
| Kell am See                   | VG Saarburg-Kell | 28,26      | 1.385            | 1.938                               |
| Kenn                          | VG Schweich      | 3,88       | 960              | 2.745                               |
| Kirf                          | VG Saarburg-Kell | 19,15      | 954              | 804                                 |
| Klüsserath                    | VG Schweich      | 11,70      | 1.239            | 1.058                               |
| Konz (Ciudad)                 | VG Konz          | 44,54      | 10.047           | 18.332                              |
| Kordel                        | VG Trier-Land    | 16,60      | 1.824            | 2.143                               |
| Korlingen                     | VG Ruwer         | 2,08       | 194              | 822                                 |
| Köwerich                      | VG Schweich      | 2,31       | 375              | 375                                 |
| Lampaden                      | VG Saarburg-Kell | 8,16       | 503              | 554                                 |
| Langsur                       | VG Trier-Land    | 11,93      | 1.467            | 1.735                               |
| Leiwen                        | VG Schweich      | 12,71      | 1.360            | 1.547                               |
| Longen                        | VG Schweich      | 0,97       | 135              | 114                                 |
| Longuich                      | VG Schweich      | 8,82       | 1.069            | 1.309                               |
| Lorscheid                     | VG Ruwer         | 5,09       | 444              | 524                                 |
| Mandern                       | VG Saarburg-Kell | 23,96      | 816              | 861                                 |
| Mannebach                     | VG Saarburg-Kell | 6,02       | 349              | 328                                 |
| Mehring                       | VG Schweich      | 22,37      | 1.774            | 2.418                               |
| Mertesdorf                    | VG Ruwer         | 6,47       | 990              | 1.670                               |
| Merzkirchen                   | VG Saarburg-Kell | 18,21      | 916              | 827                                 |
| Morscheid                     | VG Ruwer         | 5,48       | 526              | 935                                 |
| Naurath (Eifel)               | VG Schweich      | 5,18       | 367              | 353                                 |
| Naurath (Wald)                | VG Hermeskeil    | 5,58       | 218              | 218                                 |
| Neuhütten                     | VG Hermeskeil    | 10,50      | 840              | 732                                 |
| Newel                         | VG Trier-Land    | 16,65      | 1.099            | 2.725                               |
| Nittel                        | VG Konz          | 16,98      | 1.476            | 2.565                               |
| Oberbillig                    | VG Konz          | 5,36       | 701              | 967                                 |
| Ockfen                        | VG Saarburg-Kell | 2,46       | 495              | 599                                 |
| Ollmuth                       | VG Ruwer         | 3,92       | 174              | 156                                 |
| Onsdorf                       | VG Konz          | 3,42       | 214              | 150                                 |
| Osburg                        | VG Ruwer         | 32,92      | 1.227            | 2.412                               |
| Palzem                        | VG Saarburg-Kell | 21,30      | 1.378            | 1.492                               |
| Paschel                       | VG Saarburg-Kell | 4,30       | 195              | 232                                 |
| Pellingen                     | VG Konz          | 7,21       | 515              | 1.177                               |
| Pluwig                        | VG Ruwer         | 4,87       | 657              | 1.681                               |
| Pölich                        | VG Schweich      | 3,20       | 331              | 481                                 |
| Ralingen                      | VG Trier-Land    | 27,64      | 1.762            | 2.103                               |
| Rascheid                      | VG Hermeskeil    | 8,05       | 494              | 461                                 |
| Reinsfeld                     | VG Hermeskeil    | 19,77      | 1.615            | 2.362                               |
| Riol                          | VG Schweich      | 6,31       | 688              | 1.266                               |
| Riveris                       | VG Ruwer         | 2,11       | 286              | 411                                 |
| Saarburg (Ciudad)             | VG Saarburg-Kell | 20,36      | 4.942            | 7.381                               |
| Schillingen                   | VG Saarburg-Kell | 19,58      | 902              | 1.182                               |
| Schleich                      | VG Schweich      | 1,59       | 225              | 239                                 |
| Schoden                       | VG Saarburg-Kell | 5,14       | 393              | 686                                 |
| Schömerich                    | VG Saarburg-Kell | 2,46       | 163              | 122                                 |
| Schöndorf                     | VG Ruwer         | 10,03      | 716              | 789                                 |
| Schweich (Ciudad)             | VG Schweich      | 31,09      | 4.597            | 7.848                               |
| Serrig                        | VG Saarburg-Kell | 17,63      | 1.431            | 1.662                               |
| Sommerau                      | VG Ruwer         | 1,04       | 111              | 68                                  |
| Taben-Rodt                    | VG Saarburg-Kell | 16,16      | 752              | 786                                 |
| Tawern                        | VG Konz          | 10,08      | 1.584            | 2.647                               |
| Temmels                       | VG Konz          | 6,62       | 579              | 800                                 |
| Thomm                         | VG Ruwer         | 4,49       | 707              | 1.066                               |
| Thörnich                      | VG Schweich      | 2,49       | 229              | 199                                 |
| Trassem                       | VG Saarburg-Kell | 7,53       | 650              | 1.160                               |
| Trierweiler                   | VG Trier-Land    | 18,42      | 1.257            | 3.747                               |
| Trittenheim                   | VG Schweich      | 10,10      | 1.389            | 1.049                               |
| Vierherrenborn                | VG Saarburg-Kell | 8,57       | -                | 193                                 |
| Waldrach                      | VG Ruwer         | 12,46      | 1649             | 2024                                |
| Waldweiler                    | VG Saarburg-Kell | 11,08      | 629              | 826                                 |
| Wasserliesch                  | VG Konz          | 7,59       | 1.521            | 2.215                               |
| Wawern                        | VG Konz          | 5,27       | 458              | 607                                 |
| Wellen                        | VG Konz          | 3,09       | 683              | 810                                 |
| Welschbillig                  | VG Trier-Land    | 37,08      | 2.404            | 2.610                               |
| Wiltingen                     | VG Konz          | 16,01      | 1.340            | 1.402                               |
| Wincheringen                  | VG Saarburg-Kell | 18,72      | 1.543            | 2.276                               |
| Zemmer                        | VG Trier-Land    | 24,38      | 2.371            | 3.061                               |
| Zerf                          | VG Saarburg-Kell | 28,87      | 1.156            | 1.522                               |
| Züsch                         | VG Hermeskeil    | 8,04       | 317              | 595                                 |
| Distrito de Tréveris-Saarburg |                  | 1.101,24   | 101.782          | 149.398                             |